# Luzein
Luzein (Italiaans (verouderd): Lucegno) is een gemeente en plaats in het Zwitserse kanton Graubünden, en maakt deel uit van het district Prättigau/Davos. De gemeente bestaat uit de dorpen Lunden, Buchen, Putz, Dalvazza, Luzein, Pany, Gadenstätt, Ascharina en St. Antönien en telt 1596 inwoners. Het gemeentehuis staat in Pany.